# PRIMOS
PRIMOS ist ein Betriebssystem, das in den 1970er Jahren speziell für Prime Computer durch die Prime Computer Inc. hergestellt wurde.

## Geschichte
Mitte der 1980er Jahre gewann das Betriebssystem schnell an Popularität und war ein gebräuchliches Betriebssystem bei den noch üblichen Minicomputern. Mit dem Aufkommen von Personal Computern und dem Aussterben der Minicomputer verschwand die Marke Prime in den frühen 1990er Jahren. Prime Computer kennzeichnete sich selbst manchmal als „Pr1me“ sowie PRIMOS als Pr1mos. Sehr frühe Versionen von PRIMOS (Neuausgabe 6) wurden ursprünglich DOS und später DOSVM genannt, aber PRIMOS blieb der eingeführte Name. Es gab viele Freigaben von PRIMOS.
Die letzte, offizielle Ausgabe (24.0.0.R52) erfolgte am 3. Juli 1997. Bis dahin wurde das OS durch die Firma Peritus aktuell gehalten. Peritus setzte dazu ehemalige PRIMOS-Software-Ingenieure ein.

## Eigenschaften
Eine interessante Eigenschaft von PRIMOS war, dass es wie Unix größtenteils in einer höheren Programmiersprache geschrieben wurde, mit Bibliotheksfunktionen in Assemblersprache. Zuerst war diese Sprache Fortran IV, welches unter dem Gesichtspunkt der Informatik eine ungünstige Wahl darstellte: keine Zeiger, kein wenn-dann-sonst, keine native Zeichenkettenart usw. möglich. Jedoch war Fortran die Programmiersprache, die den meisten Ingenieuren bekannt war. Und Ingenieure waren für Prime in den ersten Jahren die größte Zielgruppe mit entsprechend großem Markt. Später, um die Version 18, wurde PRIMOS in der Programmiersprache PL/P umgeschrieben, eine Teilmenge von PL/1.
Der Quellcode zu PRIMOS wurde den Kunden offengelegt, sodass Kunden mit Kenntnissen in Fortran und PL/P das OS auf ihre Bedürfnisse anpassen konnten. Von Ausgabe 19 an wurden Hauptteile von PRIMOS in den Programmiersprachen SPL und Modula-2 geschrieben, der Gebrauch von PMA (Prime Macro Assembler), Fortran IV und PL/P sank beträchtlich.
Es wurde garantiert, dass alle Programme auf allen gegenwärtigen Hauptprozessoren (abhängig von den vorhandenen Betriebsmitteln), sowie auf allen kommenden Hauptprozessoren laufen. Der PRIMOS Zeichensatz bestand im Allgemeinen aus ASCII, mit der Besonderheit, dass das 8. (parity) Bit immer gesetzt war. PRIMOS Systeme sind selten geworden, doch gibt es 2006 noch einige laufende Systeme, einschließlich einer Anzahl von Prime Computern, die in Großbritannien mit angepassten PRIMOS ein Fernmeldenetz lauffähig halten.